# Englerocharis
Englerocharis es un género de plantas fanerógamas perteneciente a la familia Brassicaceae.  Comprende 8 especies descritas y de estas, solo 2 aceptadas.  Se distribuye por Bolivia, Perú.

## Descripción
Son hierbas perennes, escaposas, cespitosas, que forman cojín, con caudex grueso, simple o ramificado y cubierto con persistentes bases peciolares expandidas, de años anteriores.  Tallos ausentes. Hojas basales rosuladas, pecioladas, no carnosas , simples, enteras, densamente sericeas, raramente glabras o ciliadas; las caulinarias ausentes. Las inflorescencias en racimos  laxo o denso, ebaracteado o bracteada basalmente, subumbelada, poco o nada alargada en la fruta; raquis recto; en la fructificación con pedicelos ascendentes, persistentes, delgadas o gruesas. Pétalos blancos. Fruto dehiscente, en forma de silicuas capsulares, oblongas a oblongo-elípticas, cilíndricas, no infladas, sésiles, no segmentadas; válvas como de papel, con un nervio central oscuro, glabras o puberulentas, sin quilla, suave, sin alas. Semillas subbiseriadas, sin alas, de forma ovoide, regordetaz, de funículos filiformes; semillas con capa lisa, no mucilaginosa con la humedad.

## Taxonomía
El género fue descrito por Reinhold Conrad Muschler y publicado en Botanische Jahrbücher für Systematik, Pflanzengeschichte und Pflanzengeographie 40: 276. 1908. La especie tipo es: Englerocharis peruviana Muschl. 
Etimología
Englerocharis; nombre genérico que fue otorgado en honor del botánico alemán Heinrich Gustav Adolf Engler (1844-1930), y el sufijo del griego antiguo charis = "encanto o gracia", que se utiliza aquí para honrar a la persona.

## Especies
A continuación se brinda un listado de las especies del género Englerocharis aceptadas hasta mayo de 2014, ordenadas alfabéticamente. Para cada una se indica el nombre binomial seguido del autor, abreviado según las convenciones y usos.
- Englerocharis pauciflora Al-Shehbaz
- Englerocharis peruviana Muschl.